# 上条村 (富山県)
上条村（上條村、じょうじょうむら）は、かつて富山県中新川郡にあった村。

## 沿革
- 1889年（明治22年）4月1日 - 町村制の施行により、上新川郡石割村、金広村、中馬場村、北馬場村、平塚村、曲淵村、小出村、専光寺村、高寺村、田伏村、佐野竹村、清水堂村の区域の一部、池田町村の区域の一部及び西光寺村の区域の一部をもって、上新川郡上条村が発足する。
- 1896年（明治29年）3月29日 - 郡制の施行のため、上新川郡の区域から分立して、中新川郡が発足により、中新川郡に所属となる。
- 1954年（昭和29年）4月1日 - 中新川郡水橋町、上条村及び三郷村が合併して、中新川郡水橋町が発足する。

## 歴代村長
出典→
1. 武田太佐久（1889年5月25日 - 1893年4月24日）
2. 尾崎平吉郎（1893年6月17日 - 1894年5月26日）
3. 遠藤伝右ェ門（1894年11月10日 - 1894年11月29日）
4. 藤田興七郎（1895年4月2日 - 1895年10月7日、滑川町からの転入村長）
5. 塩原育郎（1896年1月13日 - 1900年1月12日）
6. 塩原育郎（1900年2月22日 - 1904年2月21日）
7. 武田正一（1904年2月26日 - 1904年9月9日）
8. 塩原育郎（1904年10月29日 - 1908年10月28日）
9. 塩原育郎（1908年10月31日 - 1910年6月13日）
10. 杉本信行（1910年6月21日 - 1914年6月20日）
11. 杉本信行（1914年6月21日 - 1917年2月23日）
12. 杉本弥八郎（1917年6月23日 - 1921年6月22日）
13. 杉本弥八郎（1921年6月23日 - 1923年1月30日死去）
14. 杉本信行（1923年10月5日 - 1924年8月11日辞職）
15. 塩原育郎（1924年10月8日 - 1927年2月9日辞職）
16. 井伊藤次郎（1927年2月16日 - 1927年9月26日死去）
17. 塩原育郎（1927年10月14日 - 1930年1月6日辞職）
18. 土肥宗次（1930年2月15日 - 1934年2月14日）
19. 杉本信行（1934年3月5日 - 1938年3月4日）
20. 杉本信行（1938年3月5日 - 1940年9月28日辞職）
21. 金木守中（1940年11月26日 - 1944年11月13日）
22. 金森守中（1944年11月14日 - 1947年2月14日辞職）
23. 杉本信行（1947年4月5日 - 1951年3月25日死去）
24. 鹿熊兼次（1951年4月25日 - 1954年3月31日、合併により廃職）